# Трилатерація

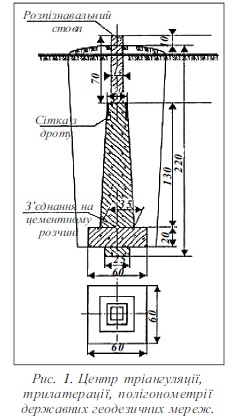

Трилатерація — один з методів визначення на місцевості координат пунктів геодезичних мереж, що здійснюється шляхом побудови системи трикутників та вимірювання всіх їх сторін. На відміну від тріангуляції, де здійснюється вимірювання кутів усіх трикутників, у трилатерації застосовують саме вимірювання сторін.

## Геометричні засади
Вирішення задачі тривимірної трилатерації може бути знайдено за допомогою розв'язку системи рівнянь, що задають три сфери. Щоб спростити розв'язок, вважатимемо, що центри всіх трьох сфер лежать у площині {\displaystyle z=0}, один з них збігається з початком координат, другий — лежить на осі {\displaystyle x}. Це припущення не обмежує розташування центрів сфер, оскільки від загального випадку до спрощеного можна перейти шляхом заміни системи координат. Щоб знайти розв'язок у початковій системі координат, до знайденого (у новій системі координат) розв'язку застосовуються зворотні перетворення.
Рівнянь трьох сфер:
{\displaystyle r_{1}^{2}=x^{2}+y^{2}+z^{2}},
{\displaystyle r_{2}^{2}=(x-d)^{2}+y^{2}+z^{2}},
{\displaystyle r_{3}^{2}=(x-i)^{2}+(y-j)^{2}+z^{2}}.
Потрібно знайти точку {\displaystyle (x,y,z)}, що задовольняє всім трьом рівнянням.
Спочатку віднімемо друге рівняння від першого і знайдемо {\displaystyle x}:
{\displaystyle x={\frac {r_{1}^{2}-r_{2}^{2}+d^{2}}{2d}}}.
Вважаємо, що перші дві сфери перетинаються більше, ніж в одній точці, тобто {\displaystyle d-r_{1}<r_{2}<d+r_{1}}. У цьому випадку, підставляючи вираз {\displaystyle x} до рівняння першої сфери, отримаємо рівняння кола, яке є перетином перших двох сфер:
{\displaystyle y^{2}+z^{2}=r_{1}^{2}-{\frac {(r_{1}^{2}-r_{2}^{2}+d^{2})^{2}}{4d^{2}}}}.
Підставляємо: {\displaystyle y^{2}+z^{2}=r_{1}^{2}-x^{2}} до рівняння третьої сфери і знаходимо {\displaystyle y}:
{\displaystyle y={\frac {r_{1}^{2}-r_{3}^{2}-x^{2}+(x-i)^{2}+j^{2}}{2j}}={\frac {r_{1}^{2}-r_{3}^{2}+i^{2}+j^{2}}{2j}}-{\frac {i}{j}}x}.
Знаючи координати {\displaystyle x} и {\displaystyle y} можна знайти координату {\displaystyle z}:
{\displaystyle z=\pm {\sqrt {r_{1}^{2}-x^{2}-y^{2}}}.}
Тепер у нас є всі три координати. Оскільки {\displaystyle z} може бути як позитивним так і негативним значенням квадратного кореня, у задачі може бути два розв'язки, один або жодного.
Це можна уявити наочно, розглядаючи коло перетину перших двох сфер та його перетин із третьої сферою. Якщо це коло лежить поза межами третьої сфери, координата {\displaystyle z} є коренем з від'ємного числа, що означає відсутність дійсного розв'язку. Якщо коло дотикається сфери (в одній точці), {\displaystyle z} дорівнює нулю. Якщо коло в сфера перетинаються, це відбувається у двох точках, {\displaystyle z} дорівнює позитивному чи негативному кореню з позитивного числа.

## Застосування
Для побудови геодезичних мереж згущення метод трилатерації найефективніший у разі застосування радіовіддалемірів, а також в умовах, несприятливих для кутових вимірювань. Для вимірювання сторін також можуть застосовуватися світловіддалеміри, електронні тахеометри тощо.
Трилатерація застосовується у GPS-приймачах для визначення ними свого розташування виходячи із відстані до супутників, яка визначається за затримкою сигналу, що находить від них.
Трилатерацію може бути використано для виявлення місця розрядів блискавки. Детектори, що діють у загальній синхронізованій системі, можуть використовувати різницю в часі прибуття радіовипромінювання, що супроводжує розряд, щоб визначити відстань від детектора до розряду. Такі системи можуть бути корисні в лісовому господарстві для запобігання пожеж, для відстеження циклонів тощо.